# Бушуев, Михаил Михайлович
Михаил Михайлович Бушуев (1876—1936) — русский и советский учёный-селекционер, агроном-зоотехник.
Окончил Московский СХИ (1905). В 1905—1918 зав. Голодностепским с.-х. опытным полем. Положил основу выведению бушуевской породы крупного рогатого скота, названной в его честь.
Член РКП(Б) с 1918 г., комиссар земледелия ТуркАССР и член ТуркЦИК (1918—1921).
В последующем работал в Наркомземе РСФСР (1921—1923) и Госплане СССР, учёный-специалист. Участвовал в разработке планов первой и второй пятилеток и годовых народнохозяйственных планов.
Автор научных работ, посвящённых проблемам агротехники, биологии, селекции хлопчатника, зерновых, овощных, плодово-виноградных культур.
Публикации:
- Отчет о деятельности опытного хлопкового поля Голодная степь Самаркандской области… / Сост. зав. полем М. М. Бушуев; ГУЗиЗ. Деп. земледелия. — Санкт-Петербург : тип. В. Ф. Киршбаума, 1910—1915. — 2 т.; 25. … в 1908 г. — 1910. — [4], 80 с., [8] л. ил., диагр. : табл.
- М. М. Бушуев. Новая хлопковая пятилетка. № 10 «Плановое Хозяйство» за октябрь 1929 г. Стр. 240‑253.
- М. М. Бушуев. Опытное сельскохозяйственное дело по районам СССР и задачи его в реконструкции крестьянского хозяйства. Часть I. № 9 «Плановое Хозяйство» за сентябрь 1928 г. Стр. 275‑299.

Умер 16 февраля 1936 года.